# Saint-Christophe-de-Double
Saint-Christophe-de-Double egy francia település Gironde megyében az Aquitania régióban. Lakosainak száma 601 fő (2022. január 1.).

## Adminisztráció
Polgármesterek:
- 2001–2014 Renée Hurteau
- 2014–2020 Georges Delabroy

## Demográfia
| Lakosok száma | 696  | 534  | 564  | 641  | 680  | 719  | 732  | 653  | 615  | 601  |
|               | 1968 | 1982 | 1990 | 2006 | 2013 | 2015 | 2017 | 2019 | 2020 | 2022 |